# Kose da Grandi
Kose da Grandi è un EP della cantante italiana Irene Grandi, pubblicato in allegato alla rivista TRIBE n° 36 nel mese di ottobre del 2002.

## L'album
Questo mini album dalla copertina di cartone è un rifacimento a Irek del 2001; il suo singolo di lancio, Sconvolto così, è il primo della discografia dell'artista ad avere anche delle tracce video e rappresenta una rarità per i collezionisti.

## Tracce
Audio
1. Sconvolto così
2. Che vita è (Gaudi REMIX Club Version)
3. La tua ragazza sempre (DUB VOCAL REMIX)

Video
1. Vai, vai, vai
2. Que vida es
3. Eccezionale
4. Per fare l'amore